# Campionati mondiali di ginnastica ritmica sportiva 1992
I XVI Campionati mondiali di ginnastica ritmica sportiva si sono svolti a Bruxelles, in Belgio, dal 20 al 22 novembre 1992.

## Risultati
| Evento                          | Oro                                     | Argento                           | Bronzo                          |
| Individuale (clavette)          | Oksana Kostina 9,775                    | Marija Petrova 9,700              | Diana Popova Carmen Acedo 9,625 |
| Individuale (palla)             | Oksana Kostina 9,950                    | Marija Petrova Carmen Acedo 9,800 | --                              |
| Individuale (cerchio)           | Larysa Luk'janenka Oksana Kostina 9,800 | --                                | Marija Petrova 9,675            |
| Individuale (fune)              | Larysa Luk'janenka Oksana Kostina 9,800 | --                                | Irina Deleanu 9,650             |
| Individuale (concorso completo) | Oksana Kostina 38,975                   | Marija Petrova 38,400             | Larysa Luk'janenka 38,300       |
| Gruppo (6 nastri)               | Russia 38,875                           | Italia 38,650                     | Spagna 38,500                   |
| Gruppo (3 palle, 3 funi)        | Russia 38,750                           | Ucraina 38,600                    | Italia 38,450                   |
| Gruppo (concorso completo)      | Russia 38,650                           | Spagna 38,550                     | Corea del Nord 38,500           |

## Medagliere
| Pos. | Nazione        | Oro | Argento | Bronzo | Totale |
| 1    | Russia         | 8   | 0       | 0      | 8      |
| 2    | Bielorussia    | 2   | 0       | 1      | 3      |
| 3    | Bulgaria       | 0   | 3       | 2      | 5      |
| 4    | Spagna         | 0   | 2       | 2      | 4      |
| 5    | Italia         | 0   | 1       | 1      | 2      |
| 6    | Ucraina        | 0   | 1       | 0      | 1      |
| 7    | Corea del Nord | 0   | 0       | 1      | 1      |
| 7    | Romania        | 0   | 0       | 1      | 1      |